# RELT
RELT‏ (RELT, TNF receptor) هوَ بروتين يُشَفر بواسطة جين RELT في الإنسان.